# Дикинсон (аэропорт)
Региональный аэропорт Дикинсон имени Теодора Рузвельта, в прошлом известный, как Муниципальный аэропорт Дикинсон, (англ. Dickinson Theodore Roosevelt Regional Airport), (ИАТА: DIK, ИКАО: KDIK, FAA LID: DIK), — государственный гражданский аэропорт, расположенный в восьми километрах к югу от центрального делового района города Дикинсон (Северная Дакота), США.

## Операционная деятельность
Аэропорт обеспечивает воздушное сообщение национального парка Теодор-Рузвельт с западными районами штата Северная Дакота, восточными районами штата Монтана и северо-западными районами штата Южная Дакота. В большей части аэропорт обслуживает рейсы авиации общего назначения, ежедневно с понедельника по пятницу выполняется три регулярных коммерческих рейса, в субботу — два регулярных рейса одной авиакомпанией.
Деятельность аэропорта субсидируется за счёт средств Федеральной программы США Essential Air Service (EAS) по обеспечению воздушного сообщения между небольшими населёнными пунктами страны.
Региональный аэропорт Дикинсон имени Теодора Рузвельта занимает площадь 253 гектара, находится на высоте 790 метров над уровнем моря и эксплуатирует две взлётно-посадочные полосы:
- 14/32 размерами 1951 х 30 метров с асфальтовым покрытием;
- 7/25 размерами 1433 х 23 метров с асфальтовым покрытием.

За период с 31 декабря 2006 года по 31 декабря 2007 года Региональный аэропорт Дикинсон имени Теодора Рузвельта обработал 8 673 операции взлётов и посадок самолётов (в среднем 23 операции ежедневно), из них 67 % пришлось на авиацию общего назначения, 18 % — на рейсы аэротакси, 14 % заняли регулярные коммерческие перевозки и 1 % — рейсы военной авиации.